# Старые Марасаны
Старые Марасаны — деревня в Завьяловском районе Удмуртии, входит в Якшурское сельское поселение. 

## География
Находится в 14 км к северо-востоку от центра Ижевска.

## Население
| 2010 | 2012 |
| ---- | ---- |
| 61   | →61  |